# Філоксери
Філоксери (Phylloxeridae) — родина напівтвердокрилих комах з надродини Phylloxeroidea. Відомо 75 видів, з яких 17 проживають у Європі.

## Опис
Крила філоксер у спокої складаються плоско. На передній парі жилки Cu1 та Cu2 об'єднані загальним стовбуром, на задній відсутні косі жилки. На вусиках крилатих особин по дві ринарії, у безкрилих форм та личинок — по одній.

## Екологія
Харчуються філоксери на деревах й виноградній лозі.

## Систематика
Родина включає 8 родів:
- Acanthochermes Kollar, 1848
- Aphanostigma Börner, 1909
- Daktulosphaira Shimer, 1866
- Foaiella Börner, 1909
- Olegia Shaposhnikov, 1979
- Phylloxera Boyer de Fonscolombe, 1834
- Phylloxerina Börner, 1908
- † Palaeophylloxera Heie & Peñalver, 1999